# Renzo Montagnani
Renzo Montagnani (Alessandria, 11 settembre 1930 – Roma, 22 maggio 1997) è stato un attore e doppiatore italiano.

## Biografia
(Renzo Montagnani)
Nasce ad Alessandria l'11 settembre 1930, figlio del toscano Guido Montagnani, originario di Prato, e di Elvezia Beltrami, nativa di Stradella (in provincia di Pavia) ma di origini toscane, nipote di un farmacista fiorentino che aveva il proprio esercizio nel centro storico del capoluogo toscano. 
Cresce a Firenze dove si diploma e si laurea in farmacia, senza poi esercitare la professione.

### Anni cinquanta
Prevale in lui la vocazione per la recitazione. Trasferitosi a Milano, entra in varie compagnie teatrali, come quella di Enrico Viarisio e di Erminio Macario, dove ha modo di conoscere Gino Bramieri, Sandra Mondaini e Pupella Maggio. Nel 1959 si afferma in teatro recitando in I sogni muoiono all'alba di Indro Montanelli (del quale tre anni dopo verrà girato il film omonimo di cui è protagonista), e in Marescalco dell'Aretino. 
Nello stesso anno, a settembre, sposa la ballerina inglese Eileen Jarvis, delle Bluebell Girls, che sarà la sua compagna per tutta la vita e con la quale, nel 1963, avrà il figlio Daniele.

### Anni sessanta
Agli inizi degli anni sessanta si trasferisce a Roma per intraprendere la carriera cinematografica e televisiva. Torna all'attività teatrale dopo aver incontrato Valeria Moriconi, ed entra a far parte della "compagnia dei quattro" in cui milita per circa tre anni.
Il primo successo teatrale arriva nel 1965 quando Luciano Salce lo vuole come protagonista, assieme ad Adriana Asti, della commedia Ti ho sposato per allegria di Natalia Ginzburg. Successivamente viene contattato per lavorare in televisione nel programma musicale Milledischi. Poi si afferma come attore radiofonico per la prosa e il varietà, in particolare nel programma notturno Buonanotte fantasma di Bibi Faller ed Emanuela Fallini.

### Anni settanta

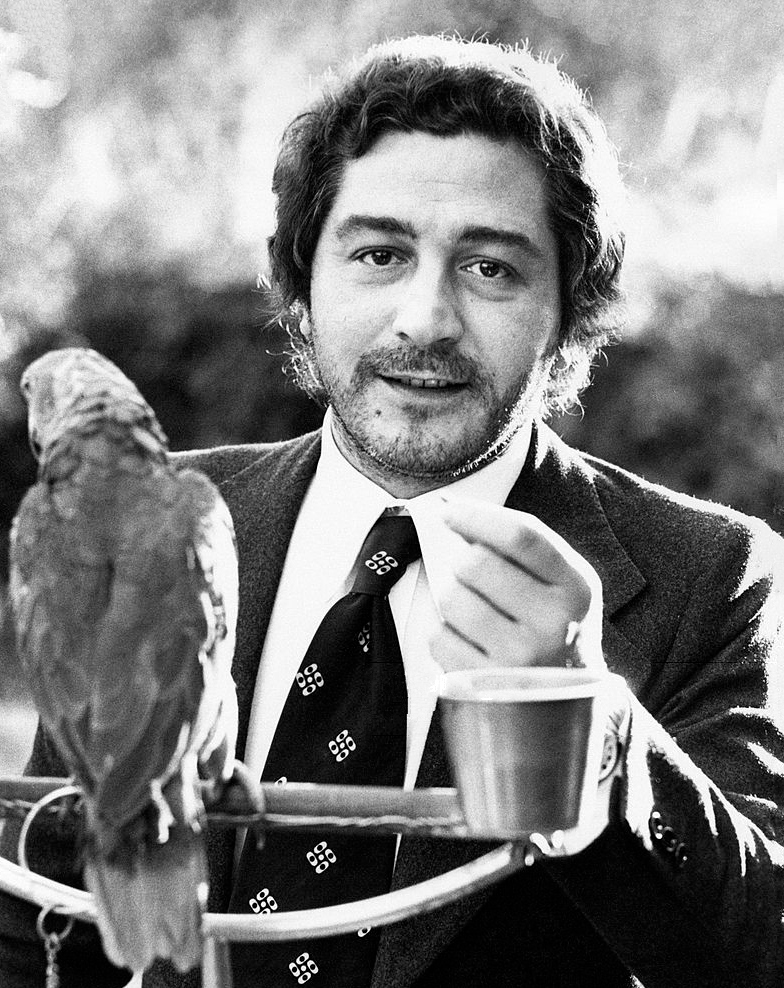
Renzo Montagnani nel 1971

Nel 1971 interpreta John Proctor nell'adattamento televisivo del Crogiuolo di Arthur Miller, per la regia di Sandro Bolchi. Sempre per il piccolo schermo impersona il leader sovietico Iosif Stalin nello sceneggiato del 1975 La guerra al tavolo della pace.
Partecipa a molti film della commedia sexy all'italiana, filone che gli offre una notevole popolarità. Sul finire degli anni settanta si afferma in numerose commedie del genere, come Il ginecologo della mutua (1977), La soldatessa alla visita militare (1977), La soldatessa alle grandi manovre (1978) e L'insegnante va in collegio (1978), nelle quali interpreta quasi sempre lo stereotipo del marito fedifrago coinvolto in rocambolesche avventure extraconiugali, affiancato di volta in volta da attrici avvenenti come Edwige Fenech, Nadia Cassini, Barbara Bouchet e Daniela Poggi.

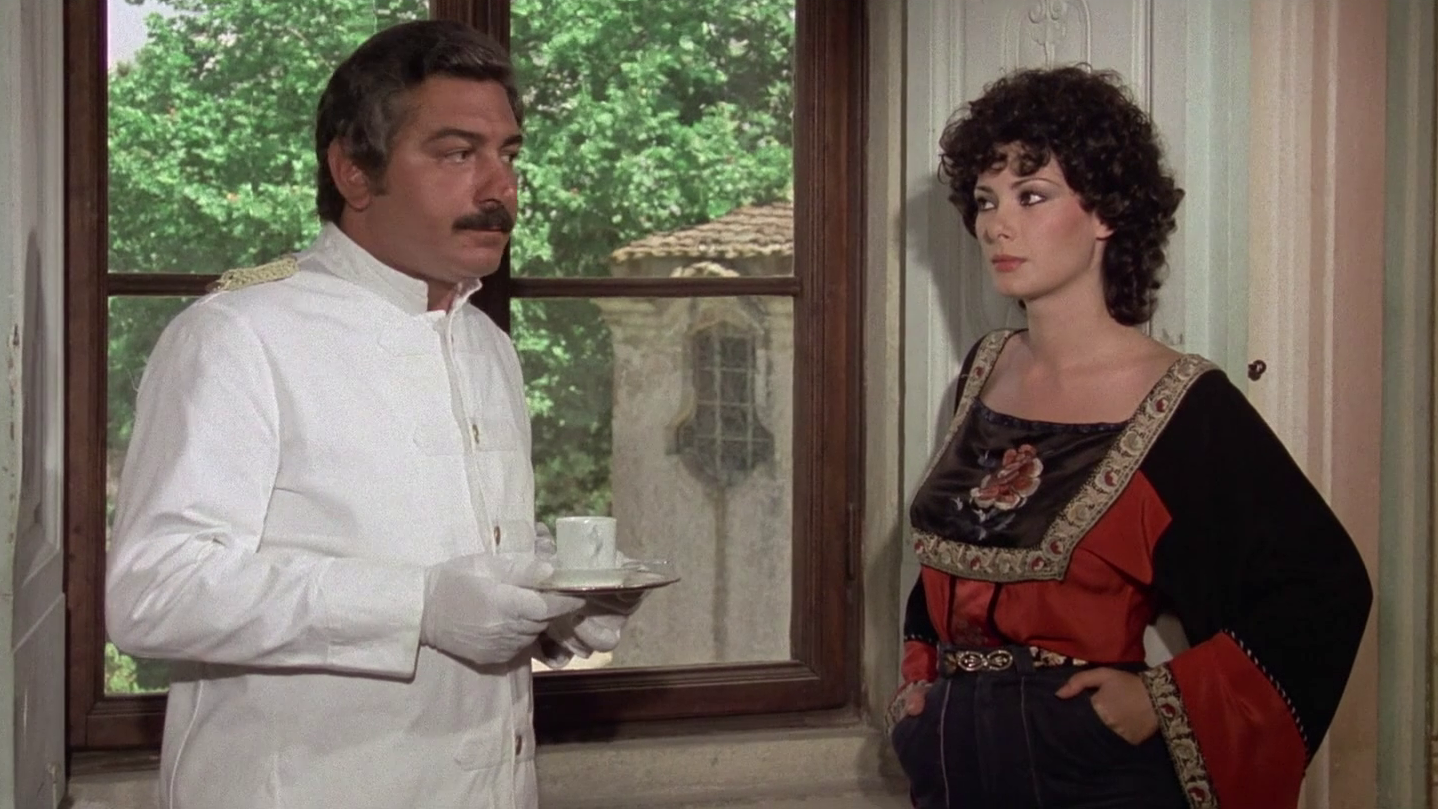
Montagnani e Edwige Fenech in Il vizio di famiglia (1975)

Montagnani e Barbara Bouchet in La moglie in vacanza... l'amante in città (1980)

Parallelamente alla commedia sexy, Montagnani ha l'occasione di recitare in film impegnati come Documenti su Giuseppe Pinelli di Elio Petri e Nelo Risi (1970), Metello di Mauro Bolognini (1970), Rappresaglia di George Pan Cosmatos (1973), Il delitto Matteotti di Florestano Vancini (1972) e Dove volano i corvi d'argento di Piero Livi (1977).
Ottiene grande successo il suo doppiaggio del gatto Romeo nel film della Disney Gli Aristogatti.

### Anni ottanta
All'inizio degli anni ottanta Montagnani partecipa al varietà televisivo Ci pensiamo lunedì, dove interpreta il personaggio di Don Libero, poi ripreso nel 1993 nella sitcom Don Fumino.
In questi anni è molto attivo in televisione come conduttore nei varietà: Canzoni o no? (Rai 3, 1983), Il trappolone (Rai 2, 1984) e Shaker (Rai 2, 1985).
La più nota interpretazione di questo periodo è quella del barista Guido Necchi in Amici miei - Atto IIº (1982) e Amici miei - Atto IIIº (1985), ruolo in cui sostituisce Duilio Del Prete, che lo aveva ricoperto in Amici miei (1975), film in cui Montagnani aveva invece doppiato Philippe Noiret nel ruolo di Giorgio Perozzi.
Ancora per la televisione interpreta il personaggio di Don Ferrante nello sceneggiato di Salvatore Nocita I promessi sposi (1989).

### Morte
Muore il 22 maggio 1997 a Roma, all'età di 66 anni, lasciando la moglie Eileen e il figlio Daniele, dopo aver sofferto per un paio d'anni di un tumore ai polmoni che tuttavia non gli aveva impedito di continuare a lavorare. I funerali si tennero il 24 maggio presso la basilica del Sacro Cuore di Cristo Re a Roma.
Le sue ceneri sono sepolte nel piccolo cimitero di Stockton-on-Tees, in Inghilterra, dove la moglie si era trasferita da tempo,

raggiunte poi (2004) da quelle del figlio, morto per un tumore al pancreas,
ed infine dalla moglie stessa, Eileen Jarvis, morta all'età di 90 anni nel marzo 2021.

## Critica e impatto culturale
(Indro Montanelli)
(Mario Monicelli)
Montagnani dovette accettare a lungo ruoli nella commedia sexy in quanto piuttosto remunerativi, per poter coprire le ingenti spese per le cure del figlio Daniele, gravemente malato (segnato da una lesione subita durante il parto, nel 1963) e ricoverato in permanenza presso una clinica di Londra.
(Lino Banfi su Renzo Montagnani)

## Filmografia

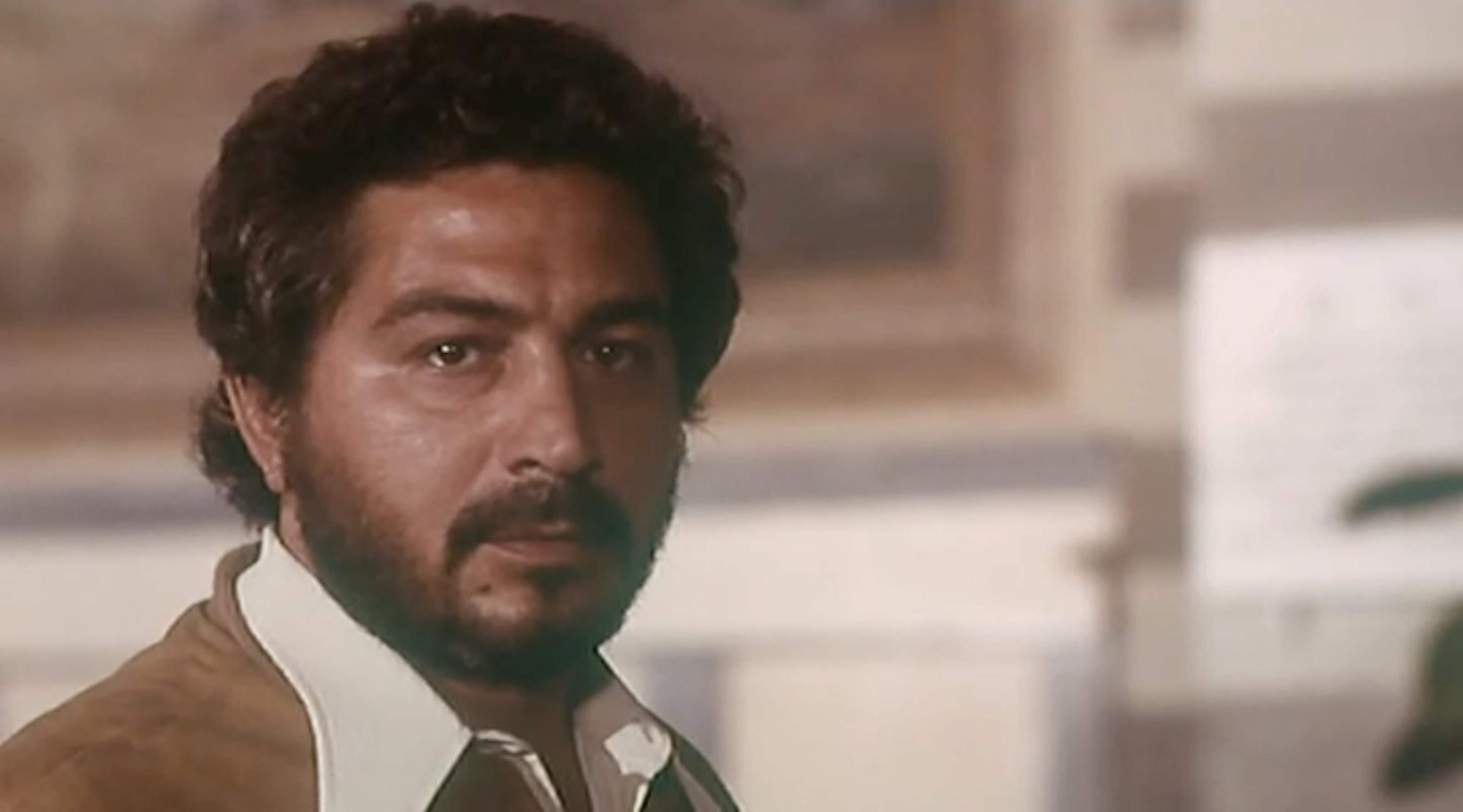
Renzo Montagnani nel film L'arma l'ora il movente (1972)

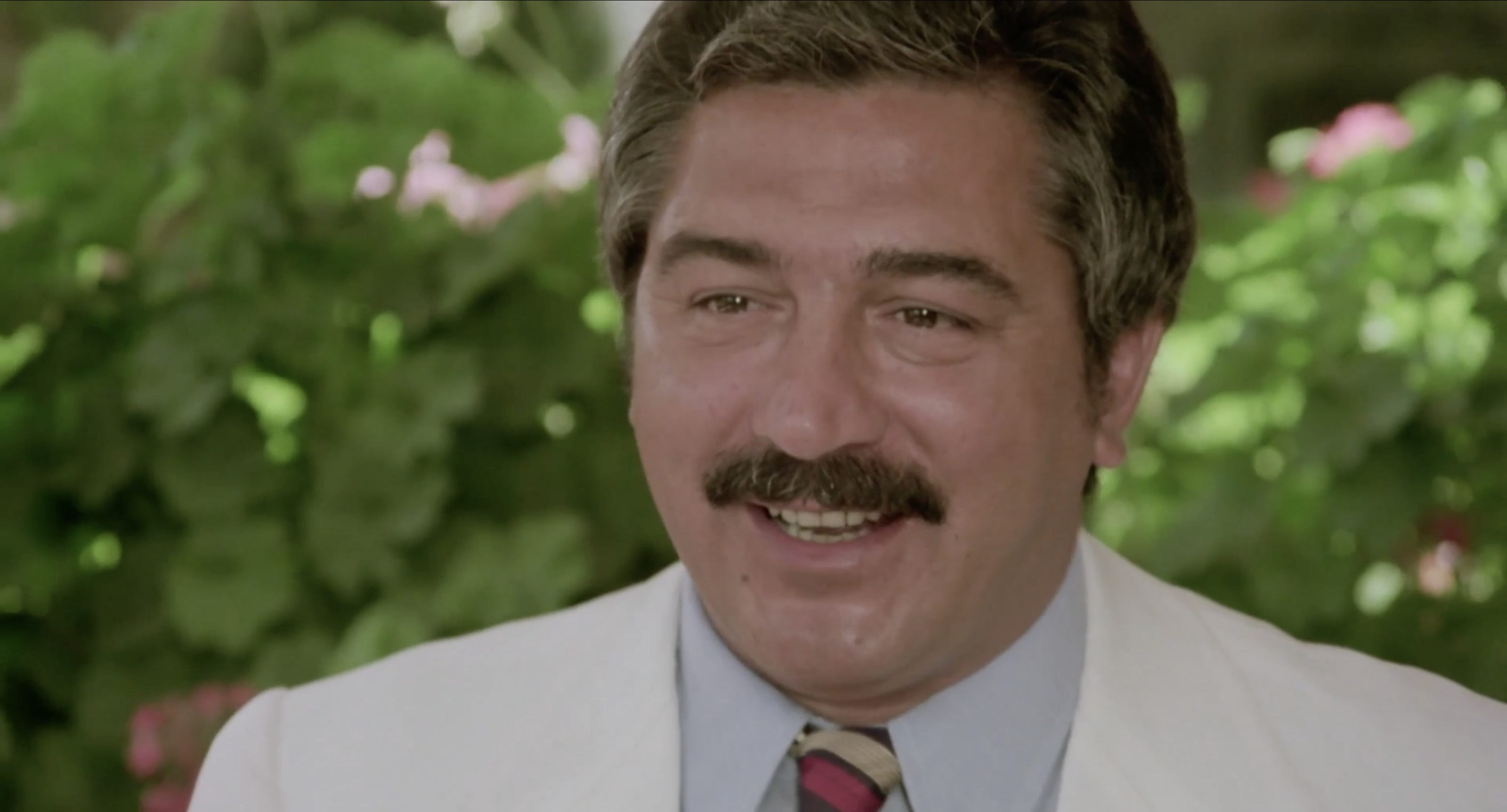
Renzo Montagnani nel film La nuora giovane (1975)

Renzo Montagnani nel film La moglie in vacanza... l'amante in città (1980)

### Cinema
- I sogni muoiono all'alba, regia di Indro Montanelli (1961)
- Dal sabato al lunedì, regia di Guido Guerrasio (1962)
- Viaggio di nozze all'italiana, regia di Mario Amendola (1966)
- I sette fratelli Cervi, regia di Gianni Puccini (1968)
- Donne... botte e bersaglieri, regia di Ruggero Deodato (1968)
- Faustina, regia di Luigi Magni (1968)
- La matriarca, regia di Pasquale Festa Campanile (1969)
- Documenti su Giuseppe Pinelli, regia di Elio Petri e Nelo Risi (1970)
- Quando le donne avevano la coda, regia di Pasquale Festa Campanile (1970)
- Metello, regia di Mauro Bolognini (1970)
- Quando le donne persero la coda, regia di Pasquale Festa Campanile (1971)
- Mazzabubù... Quante corna stanno quaggiù?, regia di Mariano Laurenti (1971)
- Il prode Anselmo e il suo scudiero, regia di Bruno Corbucci (1972)
- Il sindacalista, regia di Luciano Salce (1972)
- Jus primae noctis, regia di Pasquale Festa Campanile (1972)
- Una cavalla tutta nuda, regia di Franco Rossetti (1972)
- L'arma, l'ora, il movente, regia di Francesco Mazzei (1972)
- Fiorina la vacca, regia di Vittorio De Sisti (1973)
- Rappresaglia, regia di George P. Cosmatos (1973)
- Il delitto Matteotti, regia di Florestano Vancini (1973)
- Le folli avventure di Rabbi Jacob, regia di Gérard Oury (1973)
- Number One, regia di Gianni Buffardi (1973)
- La preda, regia di Domenico Paolella (1974)
- Peccati in famiglia, regia di Bruno Gaburro (1975)
- Il vizio di famiglia, regia di Mariano Laurenti (1975)
- Quel movimento che mi piace tanto, regia di Franco Rossetti (1975)
- La nuora giovane, regia di Luigi Russo (1975)
- La moglie vergine, regia di Marino Girolami (1975)
- Lezioni private, regia di Vittorio De Sisti (1975)
- La segretaria privata di mio padre, regia di Mariano Laurenti (1976)
- Peccatori di provincia, regia di Tiziano Longo (1976)
- Il letto in piazza, regia di Bruno Gaburro (1976)
- Donna... cosa si fa per te, regia di Giuliano Biagetti (1976)
- Cassiodoro il più duro del pretorio, regia di Oreste Coltellacci (1976)
- Una bella governante di colore, regia di Luigi Russo (1976)
- L'appuntamento, regia di Giuliano Biagetti (1977)
- La soldatessa alla visita militare, regia di Nando Cicero (1977)
- Il ginecologo della mutua, regia di Joe D'Amato (1977)
- Dove volano i corvi d'argento, regia di Piero Livi (1977)
- L'insegnante va in collegio, regia di Mariano Laurenti (1978)
- La soldatessa alle grandi manovre, regia di Nando Cicero (1978)
- L'insegnante viene a casa, regia di Michele Massimo Tarantini (1978)
- L'insegnante balla... con tutta la classe, regia di Giuliano Carnimeo (1978)
- Viaggio con Anita, regia di Mario Monicelli (1979)
- La vedova del trullo, regia di Franco Bottari (1979)
- Scusi, lei è normale?, regia di Umberto Lenzi (1979)
- Riavanti... Marsch!, regia di Luciano Salce (1979)
- Io zombo, tu zombi, lei zomba, regia di Nello Rossati (1979)
- Dove vai se il vizietto non ce l'hai?, regia di Marino Girolami (1979)
- Il corpo della ragassa, regia di Pasquale Festa Campanile (1979)
- La giacca verde, regia di Franco Giraldi (1979)
- Qua la mano, regia di Pasquale Festa Campanile (1980)
- Prestami tua moglie, regia di Giuliano Carnimeo (1980)
- La moglie in vacanza... l'amante in città, regia di Sergio Martino (1980)
- Una moglie, due amici, quattro amanti, regia di Michele Massimo Tarantini (1980)
- La liceale al mare con l'amica di papà, regia di Marino Girolami (1980)
- Il casinista, regia di Pier Francesco Pingitore (1980)
- C'è un fantasma nel mio letto, regia di Giuliano Carnimeo (1981)
- Tutta da scoprire, regia di Giuliano Carnimeo (1981)
- La dottoressa preferisce i marinai, regia di Michele Massimo Tarantini (1981)
- La poliziotta a New York, regia di Michele Massimo Tarantini (1981)
- Mia moglie torna a scuola, regia di Giuliano Carnimeo (1981)
- Il marito in vacanza, regia di Maurizio Lucidi e Alessandro Lucidi (1981)
- Crema, cioccolata e... paprika, regia di Michele Massimo Tarantini (1981)
- I carabbinieri, regia di Francesco Massaro (1981)
- I carabbimatti, regia di Giuliano Carnimeo (1981)
- L'assistente sociale tutto pepe..., regia di Nando Cicero (1981)
- Perché non facciamo l'amore?, regia di Maurizio Lucidi (1981)
- Il regalo, regia di Michel Lang (1982)
- Pierino la peste alla riscossa!, regia di Umberto Lenzi (1982)
- Per favore, occupati di Amelia, regia di Flavio Mogherini (1982)
- Amici miei - Atto IIº, regia di Mario Monicelli (1982)
- Giocare d'azzardo, regia di Cinzia TH Torrini (1982)
- Stesso mare stessa spiaggia, regia di Alessandro Pann (1983)
- State buoni se potete, regia di Luigi Magni (1983)
- Scherzo del destino in agguato dietro l'angolo come un brigante da strada, regia di Lina Wertmüller (1983)
- Occhio, malocchio, prezzemolo e finocchio, regia di Sergio Martino (1983)
- Champagne in paradiso, regia di Aldo Grimaldi (1984)
- Amici miei - Atto IIIº, regia di Nanni Loy (1985)
- Quelli del casco, regia di Luciano Salce (1987)
- Rimini Rimini - Un anno dopo, regia di Bruno Corbucci (1988)
- Il volpone, regia di Maurizio Ponzi (1988)
- Zuppa di pesce, regia di Fiorella Infascelli (1992)

### Televisione
- Lohengrin, regia di Stefano De Stefani (1958)
- La mano sulla spalla di Nicola Manzari, regia di Claudio Fino, trasmessa il 8 giugno 1962.
- Il mulino del Po, regia di Sandro Bolchi – miniserie TV (1963)
- Qualcuno tra voi, originale di Diego Fabbri, regia di Sandro Bolchi, trasmesso il 6 dicembre 1963.
- Lo scapolo, regia di Flaminio Bollini, trasmesso sul Secondo Programma il 18 novembre 1964.
- Vita di Dante, regia di Vittorio Cottafavi – miniserie TV (1965)
- Gallina vecchia, commedia di Augusto Novelli, regia di Mario Ferrero, trasmessa il 9 gennaio 1968.
- La polizia, tratto dalla novella di Sławomir Mrożek, regia di Dante Guardamagna, trasmesso dal Secondo Programma il 14 febbraio 1969.
- Il crogiuolo, regia di Sandro Bolchi (1971)
- Come un uragano, regia di Silverio Blasi – miniserie TV (1971)
- OPLÀ, noi viviamo!, regia di Marco Leto, trasmesso il 31 marzo 1972.
- L'acqua cheta, regia di Vito Molinari (1974)
- La guerra al tavolo della pace, regia di Massimo Sani e Paolo Gazzara – miniserie TV (1975)
- Valentina, una ragazza che ha fretta, regia di Vito Molinari – miniserie TV (1977)
- Il superspia, regia di Eros Macchi – miniserie TV (1977)
- La giacca verde, regia di Franco Giraldi – film TV (1979)
- Capitaine X, regia di Bruno Gantillon (1983)
- Baciami strega, regia di Duccio Tessari – film TV (1985)
- Aeroporto internazionale – serie TV (1987)
- Investigatori d'Italia, regia di Paolo Poeti (1987)
- I promessi sposi, regia di Salvatore Nocita – miniserie TV (1989)
- L'Achille Lauro - Viaggio nel terrore, regia di Alberto Negrin – film TV (1990)
- Processo di famiglia, regia di Nanni Fabbri (1992)
- Don Fumino – serie TV (1993)
- Teo, regia di Cinzia TH Torrini – film TV (1997)
- Il mastino, regia di Ugo Fabrizio Giordani e Francesco Laudadio (1997)

#### Pubblicità
Renzo Montagnani partecipò inoltre ad alcune serie della rubrica pubblicitaria televisiva Carosello:
- nel 1958, con Wilma Martuscello pubblicizzò l'orologio Wiler Wetta Incaflex della Binda; il prodotto Ecco della Fai, Frank Alimentare Italiana
- negli anni 1959 e 1960, con Gino Bramieri, Rosella Spinelli e Gianni Musy il brandy Stock 84 della Stock
- dal 1959 al 1965, con molti altri attori le camicerie del Cotonificio Vallesusa
- nel 1960, con Renée Longarini, Camillo Milli e Ugo Bologna il Tè Ati
- dal 1960 al 1964, con numerosi altri attori, ancora il brandy Stock 84
- negli anni 1965 e 1966, con Katinka, ancora l'orologio Wiler Wetta Incaflex della Binda

## Teatro
- Albertina (1971)
- La coscienza di Zeno di Tullio Kezich da Italo Svevo, diretto da Franco Giraldi (1978-1979)
- Il senatore Fox di Luigi Lunari, diretto da Augusto Zucchi (1986-1987)
- Anfitrione di Tito Maccio Plauto, diretto da Ennio Coltorti (1987-1988)
- Arden of Feversham, diretto da Mario Sciaccaluga (1988)
- Un giardino di aranci fatto in casa di Neil Simon, diretto da Silverio Blasi (1989-1991)
- Pigmalione di George Bernard Shaw, diretto da Silverio Blasi (1991-1992)
- Sarto per signora di Georges Feydeau, diretto da Marco Parodi (1992-1993)
- L'aide mémoire di Jean Claude Carriére (1993-1994)
- La dodicesima notte di William Shakespeare, diretto da Ennio Coltorti (1995-1996)

## Programmi televisivi
- Milledischi (Programma Nazionale, 1971)
- Canzoni o no? (Rai 3, 1983)
- Ci pensiamo lunedì (Rai 2, 1983-1984)
- Il trappolone (Rai 2, 1984)
- Shaker (Rai 2, 1985)

## Radio

### Prosa radiofonica Rai
- Giocondo Zappaterra, commedia di Giulio Bucciolini, regia di Amerigo Gomez, trasmessa il 19 aprile 1956.
- La donna del mare di Henrik Ibsen, regia di Corrado Pavolini, trasmessa il 7 dicembre 1956.
- La signora Rosa di Sabatino Lopez, regia di Umberto Benedetto, trasmessa il 24 aprile 1958.

### Varietà radiofonici Rai
- Federico eccetera eccetera, striscia quotidiana di Maurizio Costanzo scritta con Velia Magno e Mario Colangeli, regia di Antonio Del Colle (1970-1971)
- Voi ed Io, programma radiofonico d'intrattenimento del mattino sul Programma Nazionale Radiorai dalle 9,15 alle 11,30 dal lunedì al sabato nel mese di ottobre (1972).
- Buonanotte fantasma, rivistina notturna di Lydia Faller e Silvano Nelli, regia di Raffaele Meloni (1973)

## Doppiaggio
- Charles Bronson in Al soldo di tutte le bandiere, 10 secondi per fuggire, L'eroe della strada
- John Savident in Arancia meccanica
- Gene Hackman in Stringi i denti e vai!
- Woody Strode in Scipione detto anche l'Africano
- Trevor Howard in Ludwig
- Michel Piccoli in Dieci incredibili giorni
- Philippe Noiret in Amici miei
- Jacques Jouanneau in L'ammiraglio
- Claude Piéplu in Il fascino discreto della borghesia
- Steffen Zacharias in Metello
- Michael Witney in Doc
- Albert Salmi in Io sono la legge
- Günther Stoll in Al di là della legge
- Attilio Dottesio in Brenno il nemico di Roma
- Gérard Tichy in L'orgia dei morti
- giornalista al montaggio in Nonostante le apparenze... e purché la nazione non lo sappia... All'onorevole piacciono le donne
- tonno in  Le avventure di Pinocchio
- Romeo in Gli Aristogatti
- Ring announcer in Le incredibili avventure del signor Grand col complesso del miliardo e il pallino della truffa